# 32e division d'infanterie (France)
Pour les articles homonymes, voir 32e division.
La 32e division d'infanterie est une division d'infanterie de l'armée de terre française qui a participé à la Première Guerre mondiale et à la Seconde Guerre mondiale.

## Création et différentes dénominations
- septembre 1873 : création de la 32e division d'infanterie
- 192? : dissolution
- septembre 1939 : recréation de la 32e division d'infanterie
- 31 mai 1940 : disparition de la division
- début juin 1940 : réorganisation sous le nom de 32e division légère d'infanterie
- 18 juin 1940 : capture de la division
- octobre 1956 : nouvelle formation de la 32e division d'infanterie
- 1958 : dissolution

## Les chefs de la32edivisiond'infanterie
- 10 août 1878 : général Saussier
- 24 janvier 1879 - 5 mars 1879 : général de Courcy
- 13 mai 1879 : général Vuillemot
- 10 décembre 1880 : général du Bessol
- 7 juillet 1882 - 18 janvier 1883 : général Thibaudin
- 20 octobre 1883 : général Arnaudeau
- 15 octobre 1884 - 4 avril 1888 : général Bézard
- 7 avril 1888 - 31 juillet 1888 : général Lucas
- 5 août 1888 : général Heintz
- 21 octobre 1888 - 2 janvier 1891 : général Gand
- 9 mars 1891 : général Prudhomme
- 12 avril 1898 - 12 octobre 1900 : général Michaud
- 30 décembre 1901 - 14 octobre 1904 : général Archinard
- 18 octobre 1904 : général Privat
- 9 mai 1906 : général Camps
- 4 août 1914 : général Bouchez
- 28 février 1917 - 1er janvier 1924 : général Daydrein
- 22 septembre 1925 - 25 février 1928 : général Maître
- septembre 1939 - janvier 1940 : général de Charry
- 9 janvier - 16 juin 1940 : Général Lucas
- 16 juin 1940 - 18 juin 1940 : général Sevez

## Première Guerre mondiale

### État Major de la division au1eraoût 1914
État Major de la division au 1er août 1914
- Général Commandant : général de brigade Bouchez
- Chef d'état-major : chef de Bataillon Michel
- Capitaine de Brigade : capitaine Milhau
- Lieutenant de Brigade : lieutenant de Chateaubourg
- Capitaine de complément : capitaine de compagnie de Latude
- Interprète : Monsieur
- 2 sous officiers secrétaires et vélocipédistes, groupe d’alimentation, Chevaux de selle, chevaux de trait, voitures
- Service d’Intendance divisionnaire : Chef de service Sur-intendant Vidal, 5 officiers, 27 hommes du rang, 11 chevaux.
- Service de Santé : Chef de service Médecin principal de 2e classe De Casaubon, hommes du rang, chevaux.
- Escorte : ½ Peloton du 1er Hussard Sous Lieutenant Ducrot, hommes du rang, chevaux
- Justice Militaire : 2 Sous Officiers
- Prévoté : Capitaine : capitaine Barbier 22 Gendarmes dont 15 à cheval et 7 à pied
- Train des équipages : 2  19 chevaux, 1 voiture
- Trésor : Payeur particulier : Monsieur Houlez, 3 Payeurs, 12 hommes du rang dont 3 sous officiers, 7 chevaux et 3 voitures.

### Composition au cours de la guerre
- Infanterie :

15e régiment d'infanterie d'août 1914 à novembre 1918
53e régiment d'infanterie d'août 1914 à juin 1915 (transféré à la 124e DI)
80e régiment d'infanterie d'août 1914 à novembre 1918
143e régiment d'infanterie d'août 1914 à novembre 1918
342e régiment d'infanterie de juin 1915 à avril 1917 (dissolution)
- Cavalerie :

1 escadron (2 escadrons à partir de janvier 1917) du 1er régiment de hussards d'août 1914 à novembre 1918
- Artillerie :

3 groupes de 75 du 3e régiment d'artillerie de campagne d'août 1914 à novembre 1918
124e batterie de 58 du 9e régiment d'artillerie de juillet 1916 à janvier 1918
101e batterie de 58 du 3e régiment d'artillerie de campagne de janvier à novembre 1918
6e groupe de 155c du 116e régiment d'artillerie lourde de juillet à novembre 1918
- Génie :

compagnie 16/2 du 2e régiment du génie
un bataillon du 35e régiment d'infanterie territoriale

### Historique

#### 1914
- 2 - 7 août : Mobilisée dans la 16e région militaire.
- 7 - 11 août : transport par V.F. dans la région de Mattaincourt.
- 11 - 14 août : mouvement vers Rehainviller.
- 14 - 20 août : offensive vers Vého et Avricourt en direction d'Angviller.
- 20 - 25 août : engagée dans la bataille de Morhange vers Angviller ; combat du Muhlwald. À partir du 21 août, repli par Moussey, Igney et Marainviller vers la région de Brémoncourt.
- 25 août - 13 septembre : engagée dans la bataille du Grand-Couronné, contre-offensive en direction de la Mortagne. Combats vers Einvaux et Rozelieures. Le 27 août, franchissement de la Mortagne ; combat du bois de Bareth.
- 13 - 17 septembre : reprise de l'offensive et progression jusque dans la région d'Einville-au-Jard.
- 17 - 23 septembre : retrait du front et repos vers Essey-lès-Nancy. Le 21 septembre, mouvement vers Avrainville.
- 23 septembre - 6 octobre : engagée dans la bataille de Flirey, combats répétés au bois de la Voisogne, à Flirey et vers le bois de Mort Mare ; puis stabilisation du front vers Flirey et Seicheprey.
- 6 - 14 octobre : retrait du front et transport par V.F. dans la région de Neuilly-Saint-Front. Le 10 octobre, mouvement vers celle de Berzy-le-Sec ; repos.
- 14 - 17 octobre : mouvement vers le front et occupation d'un secteur vers Moussy-sur-Aisne et la route de Passy-en-Valois à Ailles (relève de l'armée britannique).
- 17 - 31 octobre : retrait du front et repos vers Villeblain. À partir du 23 octobre, mouvement, par Montgobert vers la région de Pierrefonds ; à partir du 29 octobre, transport par V.F. dans celle d'Hazebrouck, puis mouvement vers Ypres.
- 31 octobre 1914 - 8 janvier 1915 : engagée dans la première bataille d'Ypres vers Wijtschate et le sud de Saint-Éloi. Le 19 novembre, front étendu à gauche jusqu'au château à 1 kilomètre à l'ouest de Hollebeke, puis réduit à gauche le 8 décembre jusque vers Saint-Éloi.

14 - 17 décembre : attaques françaises en direction de Wijtschate.

#### 1915
- 8 janvier - 6 mars : retrait du front (relève par l'armée britannique) et repos vers Poperinge. À partir du 18 janvier, transport par camions vers Chelers ; repos. À partir du 5 février, mouvement par étapes vers Coullemelle par Doullens et Allonville, repos.

20 février : transport par V.F. dans la région d'Épernay, puis à partir du 23 février mouvement par Matougues vers Recy ; stationnement.
- 6 mars - 26 août : engagée par éléments dans la première bataille de Champagne à l'est de Souain (combats au bois Sabot). À partir du 23 mars, occupation d'un secteur vers la cote 196 et les abords ouest du Mesnil-lès-Hurlus.

3 avril : déplacement du front à gauche vers le bois Sabot et le nord du Mesnil-lès-Hurlus (guerre de mines).
17 août : front réduit à gauche jusque vers Perthes-lès-Hurlus.
- 26 août - 24 septembre : retrait du front et repos vers Dampierre-le-Château.
- 24 septembre- 18 octobre : mouvement vers le front, à partir du 25 septembre engagée dans la bataille de Champagne à l'ouest de Massiges.

25 - 30 septembre : attaques françaises sur le mont Têtu.
6 octobre : attaque française sur le bois Marteau et la ferme Chausson. Puis occupation et organisation des positions conquises entre la main de Massiges et Maisons de Champagne.
- 18 - 23 octobre : retrait du front et repos vers La Croix-en-Champagne.
- 23 octobre - 5 novembre : mouvement vers le front et occupation d'un secteur entre Tahure et la butte de Tahure.

28 octobre : extension du front à gauche jusque vers la route de Tahure à Sommepy.
30 - 31 octobre : pertes de la butte de Tahure.
- 5 novembre 1915 - 8 janvier 1916 : retrait du front vers Saint-Remy-sur-Bussy ; repos. À partir du 28 novembre, transport par V.F. dans la région de Cumières ; repos.

#### 1916
- 8 - 25 janvier : mouvement vers Ville-en-Tardenois ; instruction au camp de Ville-en-Tardenois.
- 25 janvier - 9 juillet : mouvement vers le front et occupation d'un secteur vers Venizel et Pernant, réduit à droite le 14 mai jusqu'à l'est de Soissons.
- 9 juillet - 13 août : retrait du front, transport par camions au nord-est de Château-Thierry et à partir du 12 juillet transport par V.F. dans la région de Givry-en-Argonne. Repos vers Triaucourt puis vers Vaubecourt.
- 13 - 30 août : transport par camions à Verdun, engagée dans la bataille de Verdun, occupation d'un secteur vers l'ouvrage de Thiaumont et le bois de Vaux Chapitre.

23, 29 août : attaques françaises.
26 août : attaque allemande.
- 30 août - 16 septembre : retrait du front ; transport par camions dans la région de Triaucourt ; repos.
- 16 septembre 1916 - 17 janvier 1917 : transport par camions et occupation d'un secteur vers entre le Four de Paris et la Haute Chevauchée, étendu à droite, le 16 décembre, jusqu'à l'Aire (guerre de mines).

#### 1917
- 17 - 21 janvier : retrait du front ; repos dans la région de Triaucourt.
- 21 janvier - 15 mars : occupation d'un secteur vers la Hayette et le bois Camard, étendu à gauche le 1er février jusqu'au bois d'Avocourt et le 9 mars jusqu'à Avocourt.

25 janvier : attaque allemande sur la cote 304.
- 15 mars - 11 avril : retrait du front, mouvement vers Souhesmes-la-Grande ; travaux en arrière du front.
- 11 avril - 26 juin : occupation d'un secteur dans la région la Hayette, Avocourt, réduit à gauche le 1er juin jusqu'à la corne sud-est du bois d'Avocourt.
- 26 juin - 30 juillet : retrait du front et repos dans la région de Wassy.
- 30 juillet - 30 août : mouvement vers la région de Verdun, travaux préparatoires à l'offensive projetée sur le Mort-Homme. Le 20 août, en 2e ligne (2e bataille offensive de Verdun).
- 30 août - 6 octobre : occupation d'un secteur vers Béthincourt et les abords ouest de Forges-sur-Meuse ; organisation et défense des positions conquises antérieurement.
- 6 - 27 octobre : retrait du front, transport par V.F. dans la région de Lure ; instruction au camp de Villersexel et travaux.
- 27 octobre 1917 - 5 février 1918 : mouvement vers Giromagny. Instruction et travaux de 2e position vers Montreux-Vieux.

#### 1918
- 5 février - 27 mars : occupation d'un secteur vers Leimbach et Burnhaupt-le-Haut.

23 février : actions locales sur Aspach-le-Haut.
- 27 mars - 4 mai : retrait du front, mouvement vers Rougemont-le-Château ; le 3 avril transport par V.F. à Mouchy-le-Châtel, puis mouvement vers les Flandres, partie par camions, partie par étapes ; repos vers Cassel, vers Watou et Poperinge.
- 4 - 16 mai : occupation d'un secteur vers la Clytte et la ferme Godezonne (en liaison avec l'armée britannique). Engagée dans la bataille de la Lys. Combats violents à Kleine-Vierstraat Cabaret et à la cote 44.
- 16 - 31 mai : retrait du front et à partir du 18 mai, transport par V.F. dans la région de Nancy.
- 31 mai - 20 août : occupation d'un secteur sur la Seille vers Brin-sur-Seille et Clémery.
- 20 - 28 août : retrait du front et à partir du 22 août, transport par V.F. vers Verberie ; repos vers Lacroix-Saint-Ouen.
- 28 août - 12 octobre : mouvement vers le front. Engagée à partir du 29 août dans la poussée vers la position Hindenburg.

31 août : attaque pour la possession de la rive gauche de l'Ailette, progression vers Coucy-le-Château-Auffrique. À partir du 6 septembre, organisation des positions conquises en face de la forêt de Saint-Gobain vers Quincy-Basse et le sud de Fresnes.
12 septembre : front étendu à gauche jusqu'à Fresnes et le 28 septembre jusque vers Barisis-aux-Bois.
- 12 octobre - 5 novembre : reprise de l'offensive dans la forêt de Saint-Gobain (bataille de la Serre). Prise de Couvron-et-Aumencourt et de Pouilly-sur-Serre. Puis organisation d'un secteur sur la Serre.
- 5 - 11 novembre : poursuite des troupes allemandes en retraite (poussée vers la Meuse). La division se trouve à Cul-des-Sarts au moment de l'armistice.

### Rattachement
- Affectation organique : 16e corps d'armée d'août 1914 à novembre 1918
- 1re armée

16 septembre - 8 octobre 1914
- 2e armée

2 août - 16 septembre 1914
11 - 20 février 1915
20 septembre - 28 novembre 1915
12 juillet 1916 - 8 octobre 1917
- 3e armée

23 - 24 août 1918
27 octobre - 11 novembre 1918
- 4e armée

20 février - 10 août 1915
- 5e armée

28 novembre 1915 - 12 juillet 1916
3 - 17 avril 1918
- 6e armée

8 - 29 octobre 1914
- 7e armée

8 octobre 1917 - 3 avril 1918
- 8e armée

16 novembre 1914 - 21 janvier 1915
18 mai - 23 août 1918
- 10e armée

21 janvier - 11 février 1915
17 - 27 avril 1918
24 août - 27 octobre 1918
- Détachement d'armée de Belgique

29 octobre - 6 novembre 1914
- Détachement d'armée du Nord

27 avril - 18 mai 1918
- Groupement d'armée Pétain

10 août - 20 septembre 1915

## Seconde Guerre mondiale

### Composition
Le 10 mai 1940 la 32e DI, sous les ordres du général Lucas, est intégré à la 1re armée.
À cette date la 32e division d'infanterie se compose de :
- 7e régiment d'infanterie
- 122e régiment d'infanterie
- 143e régiment d'infanterie
- 3e régiment d'artillerie divisionnaire
- 203e régiment d'artillerie lourde divisionnaire
- 38e groupe de reconnaissance de division d'infanterie
- et tous les services (Sapeurs mineurs, télégraphique, compagnie auto de transport, groupe sanitaire divisionnaire, groupe d'exploitation etc.)

La division est piégée dans la poche de Lille. Une partie de la division parvient à s'échapper vers Dunkerque mais l'unité a perdu sa cohésion. Elle continue néanmoins de combattre en première ligne lors de la bataille de Dunkerque jusqu'au 2 juin.
La division renaît début juin 1940, sous le nom de 32e division légère d'infanterie, unité de taille réduite formée au sein du 16e corps d'armée avec des rescapés évacués de Dunkerque. Pour défendre la Normandie, elle prend position entre Caen et Thury-Harcourt mais le 15 juin, seul un bataillon d'infanterie, un groupe d'artillerie légère (canons de 75) et une batterie de six canons antichars sont aptes au combat, les hommes des transmissions, du génie et du 38e GRDI étant prêts mais non équipés. Le 16 au soir, l'effectif passe à trois bataillons d'infanterie, un escadron du GRDI a pu être armé et une compagnie du génie sans outils. L'artillerie antichar compte maintenant douze canons tractés.
Peu apte au combat, la division est capturée le 18 juin, avec son chef, le colonel François Sevez.

## Après 1945
La division est recréée au Maroc en octobre 1956. Son état-major est à Marrakech.
Elle est dissoute entre janvier et octobre 1958.